# Тунчжоу (Пекин)
Тунчжо́у (кит. упр. 通州, пиньинь Tōngzhōu) — район городского подчинения города центрального подчинения Пекин (КНР).

## География
Тунчжоу расположен к востоку и юго-востоку от центральной (старой) части Пекина, на северном конце Великого канала.
На севере Тунчжоу граничит с районом Шуньи, на северо-западе — с районом Чаоян, на юго-западе — с районом Дасин, на юге, востоке и северо-востоке — с округом Ланфан (провинция Хэбэй), на юго-востоке — с районом Уцин города Тяньцзинь.
Тунчжоу расположен на северной окраине Великой Китайской равнины; средняя высота над уровнем моря составляет 20 метров. Вдоль северо-восточной границы Тунчжоу протекает река Чаобайхэ, вдоль северо-западной — река Вэньюйхэ, переходящая в канал Бэйюньхэ, в центральной и южной части района — река Ляншуйхэ.

### Климат
Климат континентальный, влажный и умеренный, с чётко выраженными сезонами, включая жаркое лето и морозную зиму. Часто случаются пылевые бури. Средняя годовая температура составляет 13,4 ° C (средняя температура в июле + 27,2 ° C, средняя температура в январе -2,5 ° C); осадки — около 527 мм, летом нередки ливни.
- Канал Тунхойхэ
- Парк Сихайцзы
- Лесопарк Великого канала
- Лесопарк «Зеленое сердце»
- Лесопарк «Зеленое сердце»
- Парк Сихайцзы

## История
Люди жили в этих местах со времён неолита. Наиболее древние захоронения, обнаруженные на территории современного района Тунчжоу, датируются периодом Чжаньго. При империи Западная Хань в 195 году до н. э. на этих землях был образован уезд Лу (кит. 路, иероглиф имеет значение «дорога»). В начале существования империи Восточная Хань написание иероглифа-названия было изменено: к нему был добавлен ключ «вода» (кит. 潞). При чжурчжэньской империи Цзинь в 1151 году уезд был переименован в Тунчжоу («область, через которую проходят») в знак признательности его особого положения как «входных ворот» столицы. В эпоху империи Юань, по приказу Хубилая и под руководством инженера Го Шоуцзина был построен канал Тунхойхэ, ставший конечным отрезком Великого канала. 
С 1928 года уезд входил в состав провинции Хэбэй. В 1935 году при поддержке Японии в восточной части провинции Хэбэй было создано Антикоммунистическое автономное правительство Восточного Цзи, и эти земли вошли в его состав; в Тунчжоу разместились власти автономии. Летом 1937 года под влиянием «инцидента на мосту Лугоуцяо» Тунчжоу стал местом борьбы с японскими захватчиками: размещённый в Тунчжоу контингент марионеточной Восточно-Хэбэйской армии восстал и вырезал японский гарнизон вместе с гражданским японским населением. 1 февраля 1938 года восточнохэбэйская автономия была поглощена другим прояпонским марионеточным режимом — Временным правительством Китайской Республики, который 30 марта 1940 года вошёл в состав созданной японцами марионеточной Китайской Республики. 
После Второй мировой войны над этими землями была восстановлена власть гоминьдановского правительства. После образования КНР Тунчжоу вошёл в состав Специального района Тунсянь (кит. 通县专区). В 1958 году Специальный район Тунсянь был расформирован, и уезд Тунчжоу был передан в подчинение властям Пекина. В 1997 году уезд Тунчжоу был преобразован в район городского подчинения. В 2015 году район был объявлен новым субцентром Пекина, предназначенным для разгрузки старого центра (внутри второго кольца). С 2017 года в Тунчжоу стали переезжать офисы муниципальных органов власти, государственных и частных корпораций.

## Административно-территориальное деление
Тунчжоу делится на 11 уличных комитетов, 10 посёлков и 1 национальную волость:
Уличные комитеты
- Бэйюань (Beiyuan, 北苑街道)
- Вэньцзин (Wenjing, 文景街道)
- Линьхэли (Linheli, 临河里街道)
- Луи (Luyi, 潞邑街道)
- Луюань (Luyuan, 潞源街道)
- Синьхуа (Xinhua, 新华街道)
- Тунъюнь (Tongyun, 通运街道)
- Цзюкэшу (Jiukeshu, 九棵树街道)
- Чжунцан (Zhongcang, 中仓街道)
- Юйцяо (Yuqiao, 玉桥街道)
- Янчжуан (Yangzhuang, 杨庄街道)

Посёлки
- Лиюань (Liyuan, 梨园地区)
- Лучэн (Lucheng, 潞城镇)
- Мацзюйцяо (Majuqiao, 马驹桥镇)
- Сицзи (Xiji, 西集镇)
- Сунчжуан (Songzhuang, 宋庄镇)
- Тайху (Taihu, 台湖镇)
- Хосянь (Huoxian, 漷县镇)
- Чжанцзявань (Zhangjiawan, 张家湾镇)
- Юнлэдянь (Yongledian, 永乐店镇)
- Юншунь (Yongshun, 永顺地区)

Национальная волость
- Национальная волость хуэй Юйцзяу (Yujiawu, 于家务回族乡)

Правительство района Тунчжоу базируется в Луюане. 

### Новый административный центр Пекина
В связи с перегруженностью центральных районов Пекина власти города приняли решение перенести некоторые муниципальные и партийные учреждения в Тунчжоу, построив в Луюане новый административный комплекс. В нём располагаются офисы следующих организаций:
- Пекинский комитет компартии Китая
- Комиссия по надзору и управлению государственным имуществом Пекина
- Комиссия развития и реформ Пекина
- Комиссия жилищного строительства и городского развития Пекина
- Комиссия планирования и природных ресурсов Пекина
- Комиссия образования Пекина
- Комиссия здравоохранения Пекина
- Комиссия науки и технологий Пекина
- Комиссия промышленности и торговли Пекина
- Управление рыночного регулирования Пекина
- Бюро сельского хозяйства Пекина
- Бюро гражданских дел Пекина
- Бюро экологии и окружающей среды Пекина
- Бюро радио и телевидения Пекина
- Офис общественных жалоб Пекина

- Пекинский комитет компартии
- Комиссия развития и реформ
- Комиссия госимущества
- Управление водного хозяйства

- Бюро экологии и окружающей среды
- Комиссия планирования и ресурсов
- Бюро сельского хозяйства
- Офис общественных жалоб

## Население
Согласно переписи 2020 года население Тунчжоу составляло 1,84 млн человек (в 2010 году — 1,18 млн, в 2000 году — 673,95 тыс.). 
Подавляющее большинство населения района составляют ханьцы, имеются небольшие общины хуэй, маньчжуров, корейцев, монголов и туцзя. В связи с созданием нового субцентра Пекина, в Тунчжоу с 2015 года были переселены сотни тысяч государственных чиновников и служащих; кроме того, Тунчжоу является крупным жилым пригородом Пекина, в котором из-за умеренных цен на квартиры и близости к центру селятся трудовые мигранты из соседних провинций Хэбэй, Шаньдун, Ляонин, Гирин и Хэйлунцзян.
Большинство верующих ханьцев исповедуют буддизм, конфуцианство, даосизм и шэнизм, среди хуэй распространён ислам, среди маньчжуров — шаманизм.

## Экономика
Тунчжоу является субцентром Пекина, куда с 2017 года переводятся многие административные и деловые учреждения столицы. В связи с этим в районе проводятся масштабные строительные работы по развитию инфраструктуры, жилой, офисной и торговой недвижимости; кроме того, из Тунчжоу вывели в другие районы старые и «грязные» промышленные предприятия.
Вдоль Великого канала расположены новые кварталы высотных офисных и жилых комплексов; они известны как деловой район Великого канала (运河商务区, Canal Business District), который соперничает с деловым районом Лицзэ (北京丽泽金融商务区) в районе Фэнтай.
В районе имеется несколько промышленных зон, ориентированных на обрабатывающую промышленность и высокие технологии (электроника, оптика, сложные приборы, пищевое и другое промышленное оборудование). В Тунчжоу базируются гигант электронной коммерции JD.com, муниципальные холдинги Beijing Tourism Group и Beijing Investment Group, государственный Пекинский завод оптических инструментов, завод электроники BOE Technology Group, завод энергетического оборудования ABB, завод пищевого оборудования Sidel, завод упаковки Tetra Pak, завод электромоторов Nidec и химический завод Huyi Chemical.
Сохранились сельскохозяйственные угодья, на которых выращивают фрукты, овощи и рис, разводят свиней, кур, гусей, уток и пресноводную рыбу. 

### Сфера услуг
Власти Пекина закрыли или модернизировали старые продуктовые и вещевые рынки Тунчжоу, сосредоточив внимание на современных форматах розничной торговли. В посёлке Юншунь расположен оптовый рынок Балицяо, на котором продают продукты питания (в том числе овощи, фрукты, мясо, рыбу и бакалею), ремесленные товары, художественные изделия и секонд-хенд. 
Крупнейшими торгово-развлекательными центрами Тунчжоу являются Wanda Plaza, BHG Mall, Jingjin Huashun Shopping Mall, Letao Life Square, Baishang Shopping Mall и Universal Studios Store. В феврале 2023 года в Тунчжоу была запущена Пекинская зелёная биржа (The China Beijing Green Exchange, CBGEX) — профессиональная платформа, которая объединяет различные экологические финансовые услуги.
В Тунчжоу расположены отели международных и китайских сетей Hilton, Hampton by Hilton, Park Inn by Radisson, Jin Jiang Inn и 7 Days Inn.

### Туризм
В Тунчжоу расположен развлекательный курортный комплекс Universal Beijing Resort, открывшийся для публики в сентябре 2021 года. Он является совместным предприятием американской группы NBCUniversal и китайской компании Shouhuan Cultural Tourism Investment. Ядром комплекса является тематический парк Universal Studios; также в состав комплекса входят аквапарк, торгово-развлекательный комплекс Universal CityWalk и шесть отелей. Парк Universal Studios разбит на семь тематических зон, посвящённых Голливуду, Миру юрского периода, Водному миру, Волшебному миру, Трансформерам, Кунг-фу панде и Миньонам.

### Коммунальное хозяйство
Для нового субцентра Пекина власти полностью перестроили инфраструктуру района, включая трансформаторные подстанции, водопровод, канализацию, телекоммуникации, вертикальные парковки и станции зарядки электромобилей. Большинство котельных района работают на газу и электричестве. Вода поступает в Тунчжоу по каналу из провинции Хэбэй.

## Транспорт

### Автомобильный
По территории Тунчжоу проходят национальные скоростные автомагистрали G1 (Пекин — Харбин), G2 (Пекин — Шанхай), G45 (Дацин — Гуанчжоу) и G95 («Кольцевая автомагистраль столичного района»), а также региональные скоростные автомагистрали «Цзинтун» (Чаоян — Тунчжоу), G4501 (Шестая кольцевая автодорога Пекина) и S15 (Пекин — Тяньцзинь). Кроме того, территорию Тунчжоу пересекают национальные шоссе Годао 102 (Пекин — Харбин) и Годао 103 (Пекин — Тяньцзинь).

### Рельсовый
Основной пассажиропоток приходится на метрополитен и городские электрички. Район Тунчжоу обслуживают шесть линий Пекинского метрополитена: Линия № 6 (Шицзиншань — Тунчжоу), Линия № 7 (Фэнтай — Тунчжоу), Линия № 17 (Чанпин — Тунчжоу), Линия Батун (Шицзиншань — Тунчжоу), Линия Ичжуан (Фэнтай — Тунчжоу) и Линия Пингу (Чаоян — Саньхэ — Пингу). 
Важное значение имеют линии Пекинской пригородной железной дороги: Суб-центральная линия, которая соединяет между собой станции Лянсян в районе Фаншань и Цяочжуан в Тунчжоу, и линия Тунми, которая соединяет между собой станции Тунчжоу-Западная и Миюнь-Северная в районе Миюнь. Также через Тунчжоу проходят железная дорога Пекин — Чэндэ, междугородные линии скоростных поездов Пекин — Тяньцзинь, Пекин — Таншань, Пекин — Биньхай и Хуайжоу — Дасин.
Главный подземный вокзал Тунчжоу обслуживает две междугородние железные дороги, национальную железнодорожную магистраль, четыре линии метро, пригородную железную дорогу и 15 автобусных линий; отсюда можно за 15 минут добраться до пекинского международного аэропорта Шоуду, за 35 минут — до пекинского международного аэропорта Дасин и города Таншань, за 1 час — до районов Сюнъань и Биньхай.

## Культура
В парке «Люйсинь» («Зеленое сердце») расположены Пекинский центр искусств (в состав которого входят оперный театр, концертный зал, большой театр, малый театр и открытый театр), Пекинская городская библиотека и Пекинский музей Великого канала.
Также в районе расположены библиотека района Тунчжоу, музей Тунчжоу, Музей радио и кинопроекторов Даци, театр Тайху, Пекинская акробатическая школа, Пекинская школа современной музыки и «деревня художников» Сунчжуан. Имеется несколько государственных и частных художественных галерей. В крупных торговых центрах расположены многозальные кинотеатры.

## Достопримечательности
- Канал Тунхойхэ[40]
- Мост Балицяо
- Тунчжоуская мечеть
- Лесопарк «Зеленое сердце»
- Лесопарк Великого канала
- Парк Сихайцзы 
  - Пагода Жаньдэн
  - Гробница Ли Чжи
- Тематический парк Лиюань
- Горячие источники в Сунчжуане

## Наука и образование
В Тунчжоу расположены несколько университетских кампусов, а также престижных государственных и частных колледжей и средних школ: 
- Пекинский университет Уцзы
- Кампус Пекинского технологического университета
- Кампус Китайского народного университета
- Кампус Пекинского колледжа финансов и коммерции
- Пекинский институт материалов
- Китайско-канадский колледж Конкорд
- Средняя школа при Пекинском технологическом институте
- Средняя школа при Столичном педагогическом университете
- Средняя школа при Китайском народном университете
- Пекинская первая экспериментальная школа

## Здравоохранение
- Пекинская грудная больница Столичного медицинского университета
- Больница Аньчжэнь Столичного медицинского университета
- Пекинская больница дружбы
- Больница Цзиндун НОАК
- Больница Лудаопэй
- Больница Тунчжоу № 1
- Больница Тунчжоу № 2
- Больница матери и ребёнка Тунчжоу
- Больница традиционной китайской медицины Тунчжоу
- Больница Синьхуа

## Галерея
- Бэйюань
- Великий канал
- Великий канал
- Tongzhou Wanda Plaza
- Отель Hilton
- Пагода Жаньдэн
- Парк Великого канала
- Отель Asia Pacific Garden
- BHG Mall
- Больница дружбы
- Больница Аньчжэнь
- Музей Даци
- Театр Тайху
- Почтовое отделение Тунчжоу
- Станция метро Бэйюань
- Застройка в Лиюане
- Фитнес-центр Лучэн
- Офисы в Сунчжуане